# Úmluva o počítačové kriminalitě
Úmluva o počítačové kriminalitě, známá také jako Budapešťská úmluva o počítačové kriminalitě nebo Budapešťská úmluva, je první mezinárodní smlouvou, která se snaží řešit internetovou a počítačovou kriminalitu (kyberkriminalitu) harmonizací vnitrostátních zákonů, zlepšením vyšetřovacích technik a zvýšením spolupráce mezi národy. Vypracovala ji Rada Evropy ve francouzském Štrasburku za aktivní účasti pozorovatelských států Rady Evropy Kanady, Japonska, Filipín, Jižní Afriky a Spojených států amerických.
Úmluva byla otevřena k podpisu v Budapešti dne 23. listopadu 2001 a vstoupila v platnost dne 1. července 2004. K prosinci 2020 úmluvu ratifikovalo 65 států, zatímco další čtyři státy úmluvu podepsaly, ale neratifikovaly. Od té doby, co vstoupila v platnost, významné země jako Brazílie a Indie odmítly úmluvu přijmout s odůvodněním, že se nepodílely na jejím vypracování. Rusko se staví proti Úmluvě s tím, že její přijetí by porušilo ruskou suverenitu, a obvykle odmítá spolupracovat při vyšetřování donucovacích orgánů týkajících se kybernetické kriminality. Pro Českou republiku vstoupila úmluva v platnost podle odstavce 4 článku 36 dne 1. prosince 2013.
Dne 1. března 2006 vstoupil v platnost Dodatkový protokol k Úmluvě o počítačové kriminalitě. Od států, které dodatkový protokol ratifikovaly, se požaduje, aby kriminalizovaly šíření rasistického a xenofobního materiálu prostřednictvím počítačových systémů, stejně jako hrozby a urážky motivované rasismem nebo xenofobií. Druhý dodatkový protokol týkající se především mezinárodní spolupráce se aktuálně sjednává.